# Tendu
Tendu é uma comuna francesa na região administrativa do Centro, no departamento Indre. Estende-se por uma área de 40,55 km². Em 2010 a comuna tinha 657 habitantes (densidade: 16,2 hab./km²).